# Sharon (Tennessee)
Sharon é uma cidade  localizada no estado norte-americano de Tennessee, no Condado de Weakley.

## Demografia
Segundo o censo norte-americano de 2000, a sua população era de 988 habitantes.
Em 2006, foi estimada uma população de 917, um decréscimo de 71 (-7.2%).

## Geografia
De acordo com o United States Census Bureau tem uma área de
3,0 km², dos quais 3,0 km² cobertos por terra e 0,0 km² cobertos por água.

## Localidades na vizinhança
O diagrama seguinte representa as localidades num raio de 20 km ao redor de Sharon.